# Ungerska danser
Ungerska danser är 21 kompositioner för fyrhändigt piano av Johannes Brahms. De flesta danserna utgick från ungerskzigenska csárdásmelodier och komponerades mellan 1858 och 1869. Endast nummer 11, 14 och 16 är helt originalkompositioner. Den mest kända, nummer 5, var i själva verket baserad på en csárdás av Béla Kéler med titeln Bártfai emlék (Minnen från Bártfa), som Brahms misstagit för en folkmelodi. Såväl Brahms själv som Albert Parlow, Antonín Dvořák, m.fl. orkestrerade danserna.

## Danserna
| Nr | Tempobeteckning     | Tonart pianoversion | Tonart orkesterversion | Orkestrerad av       |
| -- | ------------------- | ------------------- | ---------------------- | -------------------- |
| 1  | Allegro molto       | G moll              | G moll                 | Johannes Brahms      |
| 2  | Allegro non assai   | D moll              | D moll                 | Johan Andreas Hallén |
| 3  | Allegretto          | F dur               | F dur                  | Johannes Brahms      |
| 4  | Poco sostenuto      | F moll              | F# moll                | Paul Juon            |
| 5  | Allegro             | F# moll             | G moll                 | Martin Schmeling     |
| 6  | Vivace              | Db dur              | D dur                  | Martin Schmeling     |
| 7  | Allegretto          | F dur               | A dur                  | Martin Schmeling     |
| 8  | Presto              | A moll              | A moll                 | Robert Schollum      |
| 9  | Allegro non troppo  | E moll              | E moll                 | Robert Schollum      |
| 10 | Presto              | E dur               | F dur                  | Johannes Brahms      |
| 11 | Poco andante        | D moll              | D moll                 | Albert Parlow        |
| 12 | Presto              | D moll              | D moll                 | Albert Parlow        |
| 13 | Andantino grazioso  | D dur               | D dur                  | Albert Parlow        |
| 14 | Un poco andante     | D moll              | D moll                 | Albert Parlow        |
| 15 | Allegretto grazioso | H dur               | H dur                  | Albert Parlow        |
| 16 | Con moto            | F moll              | F moll                 | Albert Parlow        |
| 17 | Andantino           | F# moll             | F# moll                | Antonín Dvořák       |
| 18 | Molto vivace        | D dur               | D dur                  | Antonín Dvořák       |
| 19 | Allegretto          | H moll              | H moll                 | Antonín Dvořák       |
| 20 | Poco allegretto     | E moll              | E moll                 | Antonín Dvořák       |
| 21 | Vivace              | E moll              | E moll                 | Antonín Dvořák       |

## Exempel
|  |
|  |